# 던전 드래곤 2
《던전 드래곤 2》(영어: Dungeons & Dragons: Wrath of the Dragon God)는 2005년 공개된 미국의 판타지 모험 비디오 영화이다. 던전 드래곤 영화 시리즈 중 2번째 작품으로, 《던전 드래곤》(2000년)의 속편이다.
2012년 속편 《던전 드래곤 3》(Dungeons & Dragons 3: The Book of Vile Darkness)이 DVD로 출시되었다.

## 줄거리
전작에서 리들리에게 패배한 후 전 주인 프로피언에게 저주를 받아 언데드 상태로 지상을 떠돌던 대머다가 부활한다. 대머다는 복수를 위해 이슈미어 왕국과 자신을 쓰러뜨렸던 자들의 후손들을 노린다. 그는 고대 유물인 팰러주어의 보주를 찾아내고, 이를 이용해 봉인된 드래건 신 팰러주어를 깨워 이슈미어를 파괴하려 한다.
왕 경비대 대장이었던 베릭 경과 마법사인 아내 멀로라는 팰러주어가 이슈미어를 위험에 빠뜨리려고 하고 있으며 고대 문명 튜레이니언이 팰러주어를 3천 년 동안 봉인해 왔다는 사실을 알아낸다. 멀로라는 보주의 위치를 알아내려다가 대머다에게 저주를 받아 죽어 가지만 이를 베릭에게 숨긴다. 왕의 명을 받은 베릭은 대머다의 은신처에 침입하기 위해 야만인 럭스, 오배드하이 신을 섬기는 성직자 도리언, 엘프 마법사 오멀린, 도둑 님 등 동료들을 모은다. 이들은 마법사 맬렉의 금고를 찾아내고 그곳에 있는 통찰의 웅덩이를 이용해 대머다의 방어를 깨고 보주의 위치를 파악하려 한다.
모험 도중 리치인 클랙스가 대머다에게 합류하지만, 대머다는 그를 신뢰하지 않고, 보주의 힘을 얻은 자신이 클랙스보다 강력하다고 생각한다. 도리언이 사망하는 등 힘든 여정 끝에 일행은 대머다와 대면하고, 베릭이 대머다에게서 보주를 빼앗는다. 하지만 오멀린과 님이 심각한 부상을 입고, 마법사의 도움으로 신전으로 피신한다. 베릭은 이슈미어로 돌아가고, 럭스는 대머다가 소환한 악령들을 저지하기 위해 뒤에 남는다. 하지만 클랙스가 변신하여 왕궁에 침투해 왕과 많은 사람들을 죽이고, 베릭이 가져왔던 보주를 다시 대머다에게 넘긴다.
부활한 팰러주어는 보주를 파괴하면서 신의 힘을 되찾고, 그의 종복이 되길 자처한 대모다는 팰러주어와 함께 도시를 파괴한 뒤 이를 지배하려 한다. 죽음이 가까워진 멀로라는 튜레이니언의 마법을 해독하고 오배드하이의 보주를 얻어 힘을 되찾는다. 베릭과 럭스는 대머다를 찾아낸 뒤 더는 보주의 힘에 기대지 못하는 그를 굴복시키고 멀로라의 저주를 풀게 한다. 멀로라는 마법사들을 이끌고 팰러주어를 재봉인하는 데 성공한다. 대머다를 도울 생각이 없는 클랙스는 웃으면서 사라지고, 이슈미어는 재건된다. 멀로라는 마법사 협회의 수장이 되고, 베릭은 각료 업무에 전념한다. 한편 지하 감독에 갇힌 대머다는 복수를 다짐한다.

## 출연진
- 브루스 페인
- 마크 다이먼드
- 클레먼시 버턴힐

## 기타 제작진
- 공동 제작: 크리스천 본티펄스커치
- 자문 제작: 존 프랭크 로즌블룸, 신디 라이스
- 배역: 질리언 하우저